# Günter Wirth (Galerist)

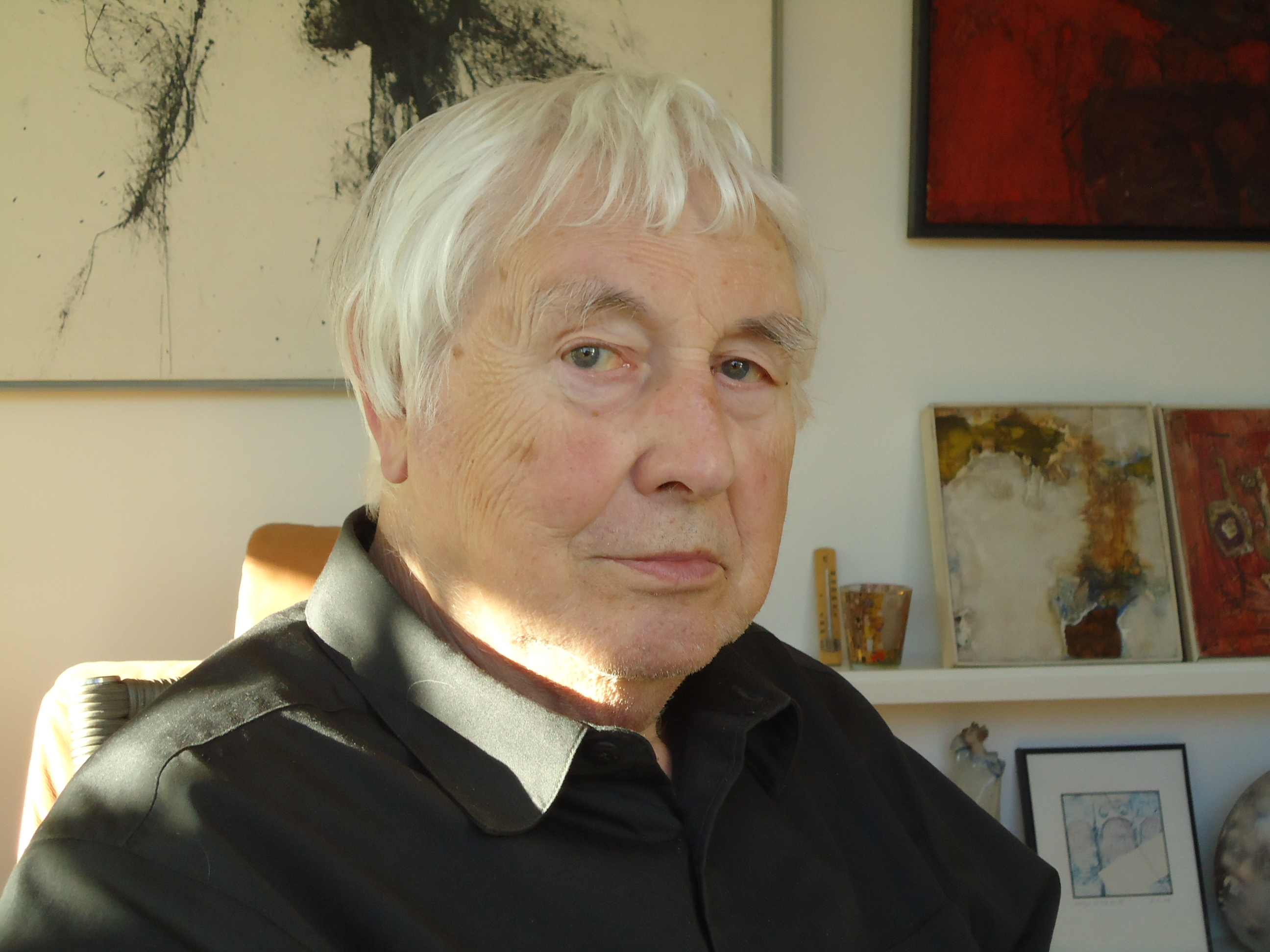
Günter Wirth, 2015

Günter Wirth (* 22. Januar 1932 in Berlin-Charlottenburg) ist ein deutscher Maler, Grafiker und Galerist.

## Leben
Wirth wurde als Sohn von Heinrich Wirth (1902–1978) in Berlin-Charlottenburg geboren. Er besuchte die Schule in Berlin, in Preußisch-Holland, in Saalfeld/Saale und machte 1950 sein Abitur in Berlin-Charlottenburg. Nach dem Abitur arbeitete er im Straßenbau, machte 1952 die Gesellenprüfung und studierte Tiefbau. 1953 trat er an der Sorbonne den Jeunesse Européens Fédéralistes (JEF) und arrangierte sich seitdem in der Europäischen Bewegung. 1954 hatte er seine erste Veröffentlichung in der amerikanischen Zeitung `Neue Zeitung für Deutschland` und erhielt die amtliche Anerkennung als Freischaffender Künstler (Maler). Er beteiligte sich von nun an bei den „Großen Berliner Kunstausstellungen“ und den „Charlottenburger Rathausausstellungen“. 1955 wurde er in den BVBK (Berufsverband Bildender Künstler) Deutschlands als Maler aufgenommen und schrieb das Werk „Dekoration in der Berufsschule“. 1961 legte er den Grundstein für die „Sammlung Wirth“ und richtete auf der UNESCO-Ausstellung vier Stände aus. Er arbeitete vorübergehend als Diplomingenieur für die Berliner Stadtentwässerung und an einer Kreuzberger Schule zwei Jahre Mathematik und Kunst und danach als Oberstudienrat bis zu seiner Pensionierung 1990 an der Charlottenburger Loschmidt-Oberschule, einer Sonderschule für berufsschulpflichtige Deutsche und Ausländische Schüler ohne Schulabschluss im Werkstattunterricht. Neben seinem Beruf als Oberstudienrat wirkt er seit 1953 als Freischaffender Künstler, hatte seine erste Einzelausstellung in Berlin im Studio 22 in Charlottenburg und die erste Bildveröffentlichung in DIE NEUE ZEITUNG FÜR DEUTSCHLAND, der Amerikanischen Zeitung für Deutschland. (Mittwoch, 8. Dezember 1954/Nummer 285). Er leitete von 1963 bis 1969 die Galerie Dagmar Wirth, die kurze Zeit später in Galerie Wirth Berlin umbenannt wurde. In dieser Zeit stellte er verschiedene international bekannte Künstler aus, nahm einige Künstler wie Fred Thieler, Bernd Damke, Heiner Dilly, Walter Heckmann, Dieter Hacker, unter Vertrag und stellte sie im Ausland aus. Die Galerie war die erste in der Bundesrepublik Deutschland, die einen Israeli, den 1942 in Tel-Aviv geborenen David Azuz, ausstellte und von 1963 bis 1966 in fünf Gruppenausstellungen präsentierte. 1962 hatte er seine ersten Auslandsausstellungen in der New Vision Centre Gallery London und in der Litchtfield Gallery Connecticut/USA. 1965 stellte er in der Galleria il Centro Napoli, im Studio Matera (Sizilien) und in der Galerie Palette in Wuppertal aus. 1967 übernahm die Agentur Modern Art Agency Lucio Amelio, Napoli-Vomero, Parco Margherita 85 seine Vertretung und stellte ihn vom 2.–15. Januar 1967 in der Galleria Il Bilico in Rom, vom 28. Januar bis 10. Februar 1967 in der „Modern Art Agency“, Napoli, vom 4.–17. März 1967 in der Galleria Numero, Firenze, und vom 22. März–3. April 1967 in der Galleria Fiamma Vigo in Rom aus. Das Vorwort zu den Katalogen der Ausstellungen schrieb Achille Bonito Oliva. 1991 übernahm ihn Michael Schulz in der Mommsenstraße und vertrat ihn auf zahlreichen Messen im In- und Ausland. 1995 wechselte er zu Waszkowiak in der Friedrichstraße, die ihn in der Manege in Moskau zeigte. Er wurde Member of the President Council der Universität von Florida und wird von ihr und anderen Museen in Tampa und Lakeland jährlich in mehreren Ausstellungen gezeigt. 1998 veröffentlichte er seine letzten Werke unter dem Titel ' Scan to Plot ' (digitale Übertragung von Zeichnungen in kleinem Format auf Segeltuch-Leinen) und beendete seine Tätigkeit als Bildender Künstler.

## Arbeiten (Auswahl)

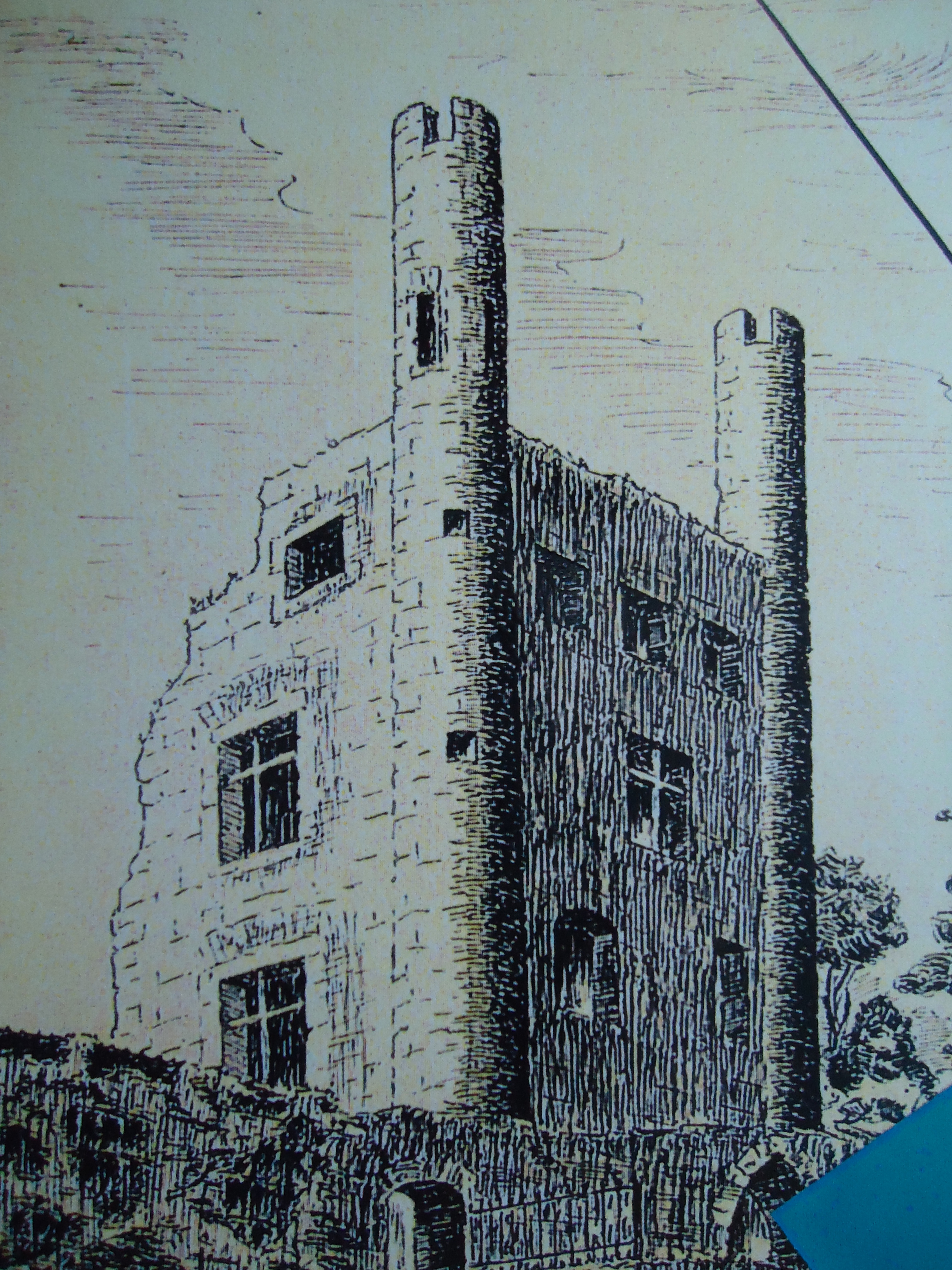
1943 Hoher Schwarm, Museum Stadt Saalfeld
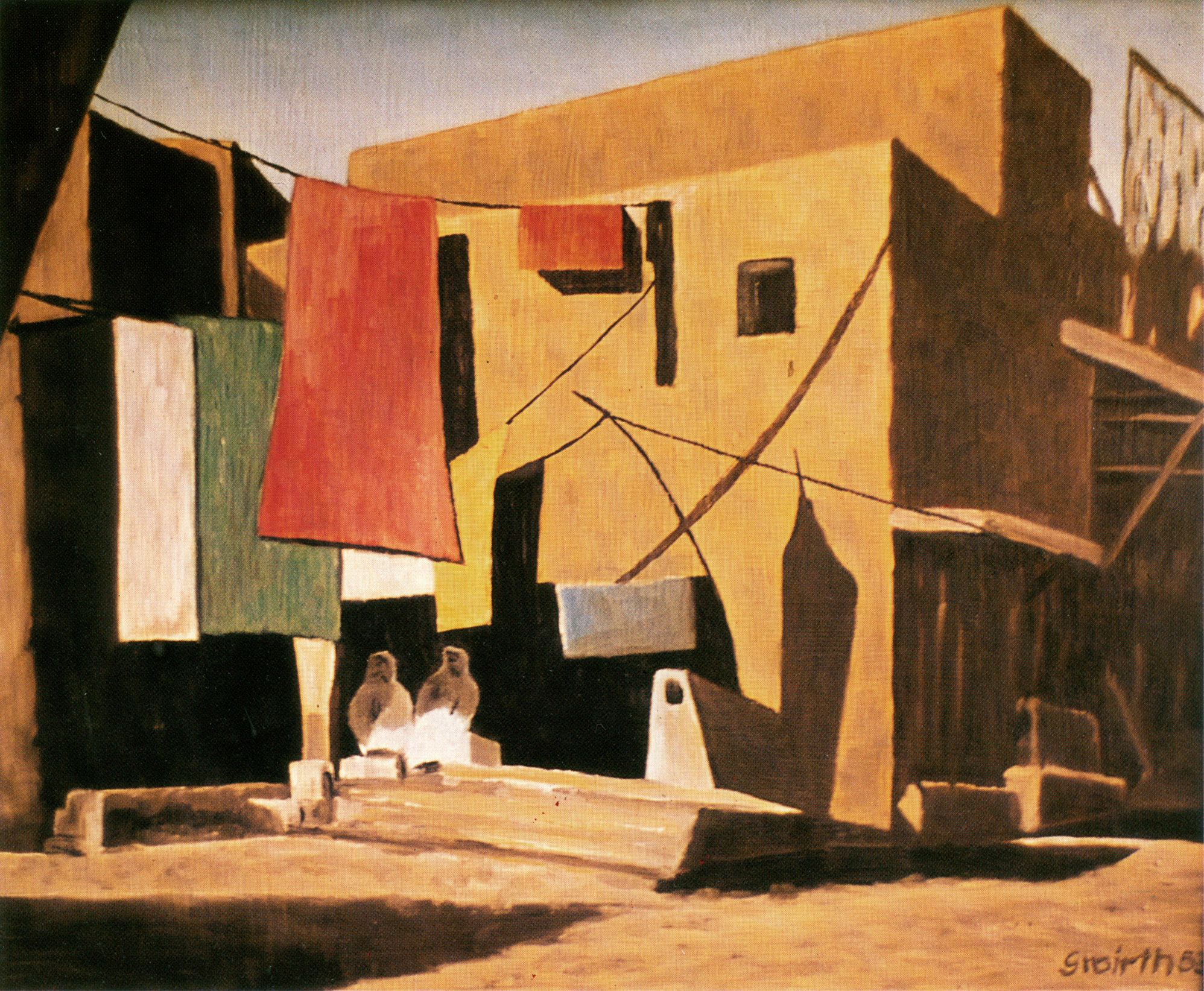
1953 Lehmhütten von Kabul, Bezirksamt Charlottenburg
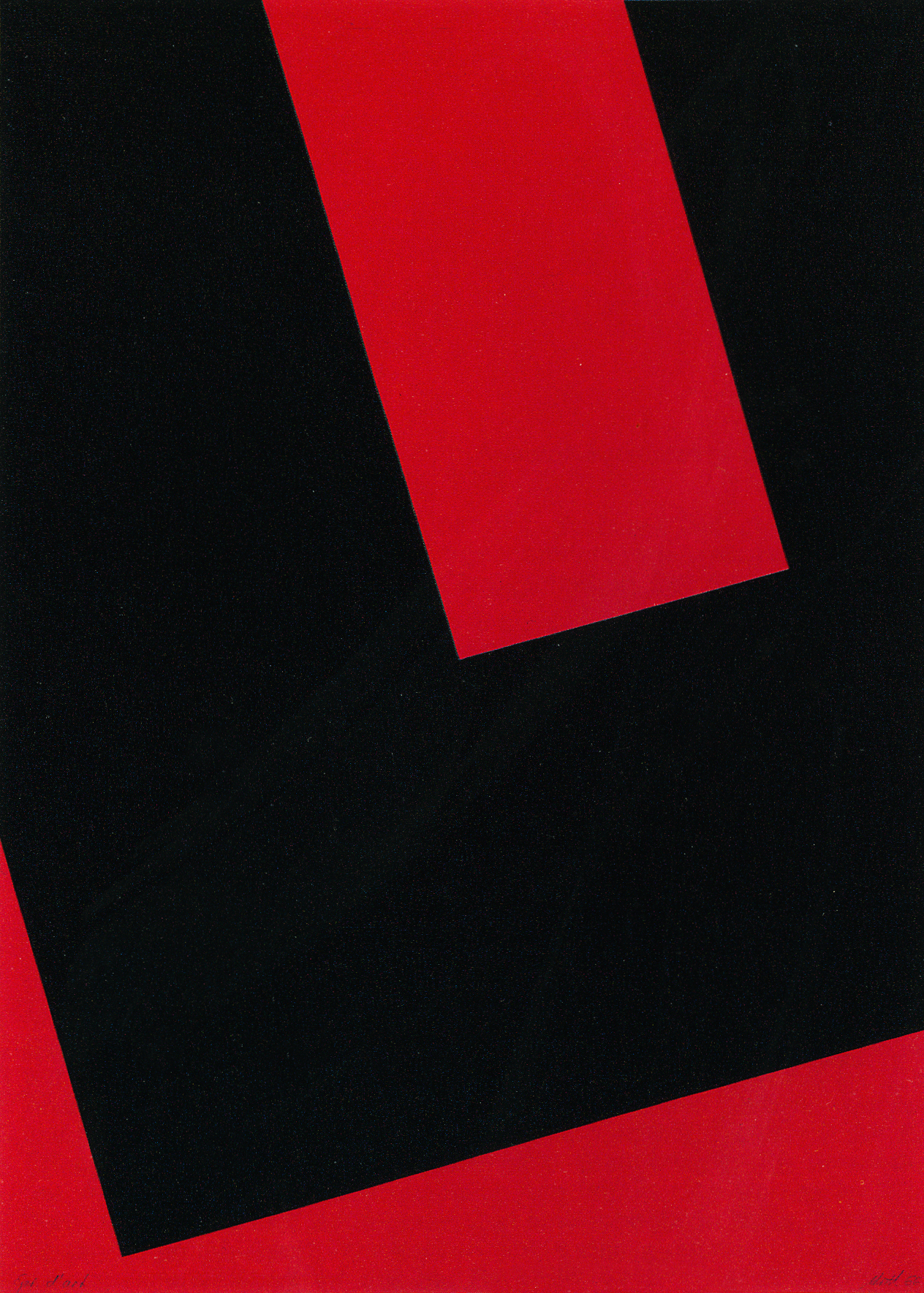
1966 Beat of our time, Kunstmuseum Bad Steben
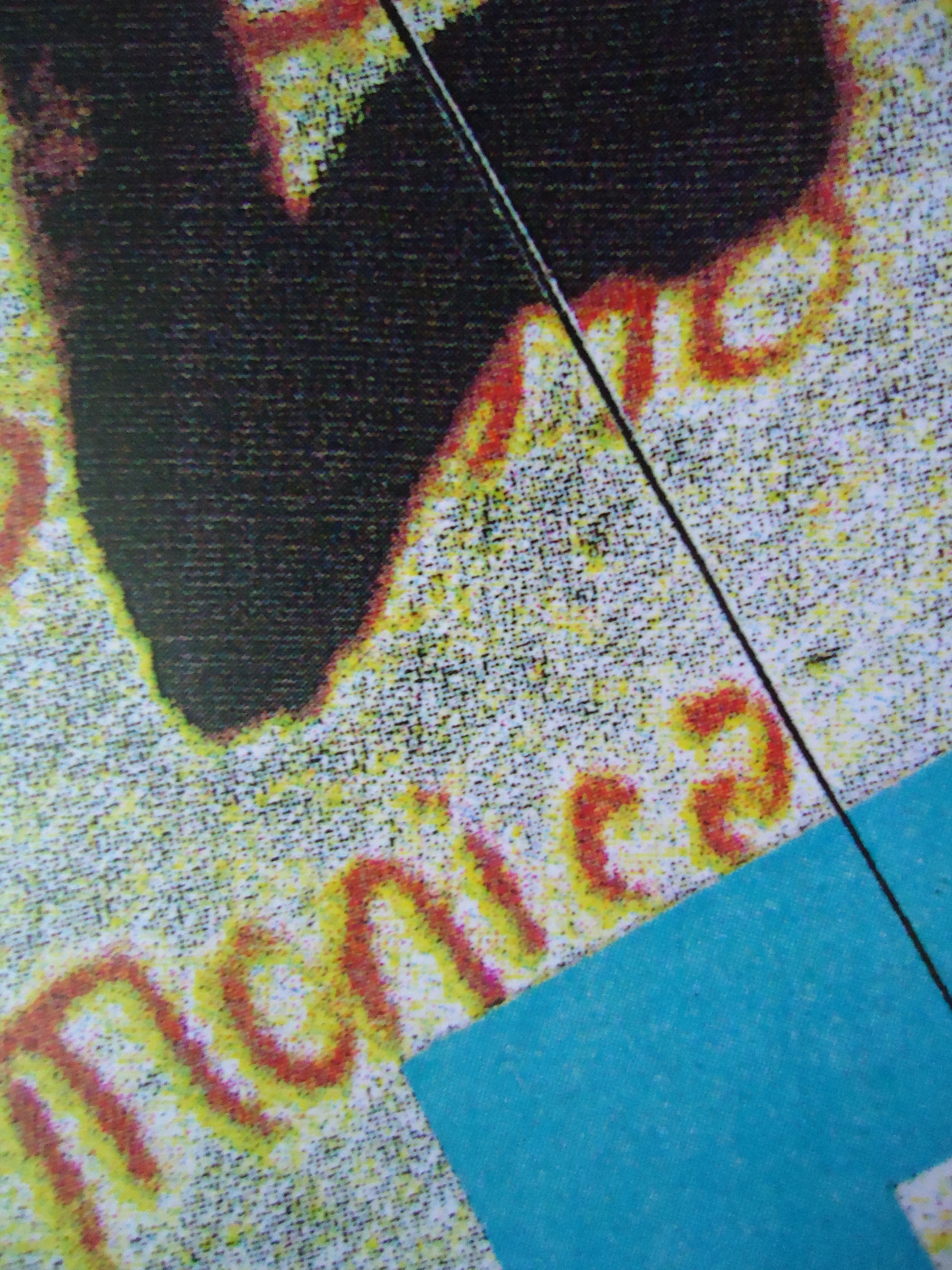
1997 SCAN TO PLOT 702 MONIKA, Polk Museum of Art Lakeland

## Museen und öffentliche Sammlungen
- 1962: Graphothek Reinickendorf
- 1963: Artothek Berlin
- 1966: Städtische Galerie der Stadt, Villingen-Schwenningen
- 1991 und 1995: Aviation Museum Hisashi Tateiwa, Ito, Japan[2]
- 1992: Contemporary Art Museum der Universität of South Florida, Tampa Fl.[3]
- 1992: Tampa Museum of Art, Tampa[4]
- 1992: Knecht-Drenth Foundation, Amsterdam
- 1992: Polk Museum of Art, Lakeland, Fl.
- 1992: Ikeda Museum of 20th Art, Ito, Japan
- 1993: National Gallery of Modern Art, New Delhi
- 1994: Remfry and Sagar ´Remfry House´ Business Centre, New Delhi
- 1995: Graphothek City Charlottenburg
- 1995: Hunterian Museum and Art Gallery, University of Glasgow
- 1997: Stadtmuseum, Saalfeld
- 1997: Deutsch-Deutsches Museum, Mödlareuth
- 1998: Goethe-Institut, San Francisco
- 2013: Rathaus-Galerie, Reinickendorf
- 2014: Berlinische Galerie – Landesmuseum für Moderne Kunst
- 2014: Grafik Museum Stiftung Schreiner, Bad Steben
- 2015: KommunaleGalerieberlin – Museum für Moderne Kunst
- 2015: Grafik Museum Bad Steben

## Ausstellungen (Auswahl)
- 1953: Erste Einzelausstellung Studio 22, Charlottenburg
- 1965: Ausstellungsbeteiligung in der Galleria Il Centro, Neapel
- 1966: Galerie Johanna Schiessel, Freiburg; Kleine Galerie, Schwenningen; Studio Kaluza, Stuttgart[5]
- 1967: Ausstellungsbeteiligung Malerei-Graphik-Plastik der DDR, Berlin-Mitte 1967
- 1967: 1.1. Modern Art Agency, Napoli (Vomero)
- 1967: Galleria Il Bilico Rom, Galleria Numero, Florenz, Galleria Fiamma Vigo Rom
- 1967: Deutscher Künstlerbund, Karlsruhe
- 1970: Galerie Schiessel, Köln
- 1992: Galerie Glaszentrum, Berlin
- 1992: Galerie Michael Schultz, Berlin
- 1993: Art Frankfurt[6]
- 1994: Galerie Raubach, St. Gallen[7]
- 1994: Dresdner Bank Berlin-Lichtenberg-Ost[8]
- 1994: Chase Manhattan Bank, Tampa
- 1995: Museu de Granollers, Barcelona[9]
- 1995 und 1996: Dialysis Center der University of South Florida, Tampa
- 1996: XVIII. Országos Grafikai Biennále, Miskolc
- 1997: Saale Galerie, Saalfeld[10]
- 1998 und 1999: Waszkowiak Galerie, Berlin,[11]
- 1999: Manege MOSKAU Roter Platz, Ref: Vertreten durch Galerie Waszkowiak
- 1999 und 2001: Galerie H.G. Krupp, Weinbach
- 1992: Polk Museum of Art, Lakeland, Fl. Günter Wirth
- 2004: The Wilson Company, Tampa
- 2005: Polk Museum of Art, Lakeland, Fl. Günter Wirth – Repositioning Reality I
- 2006: Carlton Fields, Atlanta
- 2012: Polk Museum of Art, Lakeland, Fl. Günter Wirth – Repositioning Reality III
- 2013: Rathaus-Galerie Reinickendorf Neuerwerbungen der Graphothek
- 2014: The Wilson Company, Tampa
- 2014: WUSF TV, Tampa
- 2014: Carlton Fields Jordan Burt, Tampa
- 2014: Grafik Museum Stiftung Schreiner, Bad Steben Grenze – 25 Jahre Mauerfall
- 2015: USF Patel Center for Global Solutions, Tampa
- 2015: Kunst Museum Bad Steben Günter Wirth
- 2015: De la Parte & Gilbert, Tampa
- 2016: Galerie Saalfeld 25 Jahre Kunstverein Saalfeld
- 2016: Burr & Forman, Tampa
- 2018: Rathaus-Galerie Reinickendorf Kunst auf Zeit – Zeit für Kunst

## Schriften
- 1962: Das Fach Dekoration in der Berufsschule. Musische Erziehung oder zweckgezielte Aufgabe?
- 1967: Über meine Arbeit, Moderner Grafik Kreis Mainz